# Malinská skála
Malinská skála je výrazný skalní vrchol na hřebeni táhnoucím se z Devíti skal na východ směrem na Dráteníčky a zároveň přírodní památka. Skály dosahují výšky až 20 m, nejvýznamnějšími skalními útvary jsou Výspa, Srnčí věž, Škuner a Buldok. Z vrcholu skály vynikající rozhled, je možno vidět na Blatiny, Křižánky, Samotín, Sněžné, Buchtův kopec, Paseckou skálu, Drátník (Dráteníčky) či Čtyři palice. Při dobré viditelnosti jsou vidět Orlické hory, Králický Sněžník, Hrubý Jeseník a vzácněji i Krkonoše se Sněžkou.

## Přírodní památka
Předmětem ochrany je výrazná skalní skupina s navazujícím balvanovým proudem jako doklad projevů kryogenní modelace nejvyšších rulových hřbetů Žďárských vrchů. Oblast spravuje AOPK ČR, RP Správa CHKO Žďárské vrchy.

## Flóra a fauna
Území PP porůstá hospodářský les s převahou smrku ztepilého a s vtroušeným bukem lesním. Chudý bylinný podrost tvoří zejména brusnice borůvka (Vaccinium myrtillus), šťavel kyselý (Oxalis acetosella), metlička křivolaká (Avenella flexuosa), kapraď osténkatá (Dryopteris carthusiana) a kapraď rozložená (Dryopteris dilatata). Skály a sutě jsou porostlé pokryvnou vegetací lišejníků.
Území PP obývají běžné druhy lesních ptáků. Ze vzácnějších druhů zde hnízdí puštík obecný (Strix aluco), ořešník kropenatý (Nucifraga caryocatactes), křivka obecná (Loxia curvirostra), krkavec velký (Corvus corax) a výr velký (Bubo bubo).

## Přístup
Pro svoji snadnou dostupnost bývá Malinská skála vyhledávaným cílem turistů, cyklistů, horolezců a v zimě také běžkařů. S blízkou Drátenickou skálou a o něco vzdálenější Lisovskou skálou ji spojuje červená turistická značka. Horolezecká činnost a údržba stávajících horolezeckých cest je povolena pouze v období od 1. července do 31. prosince daného roku.

## Galerie

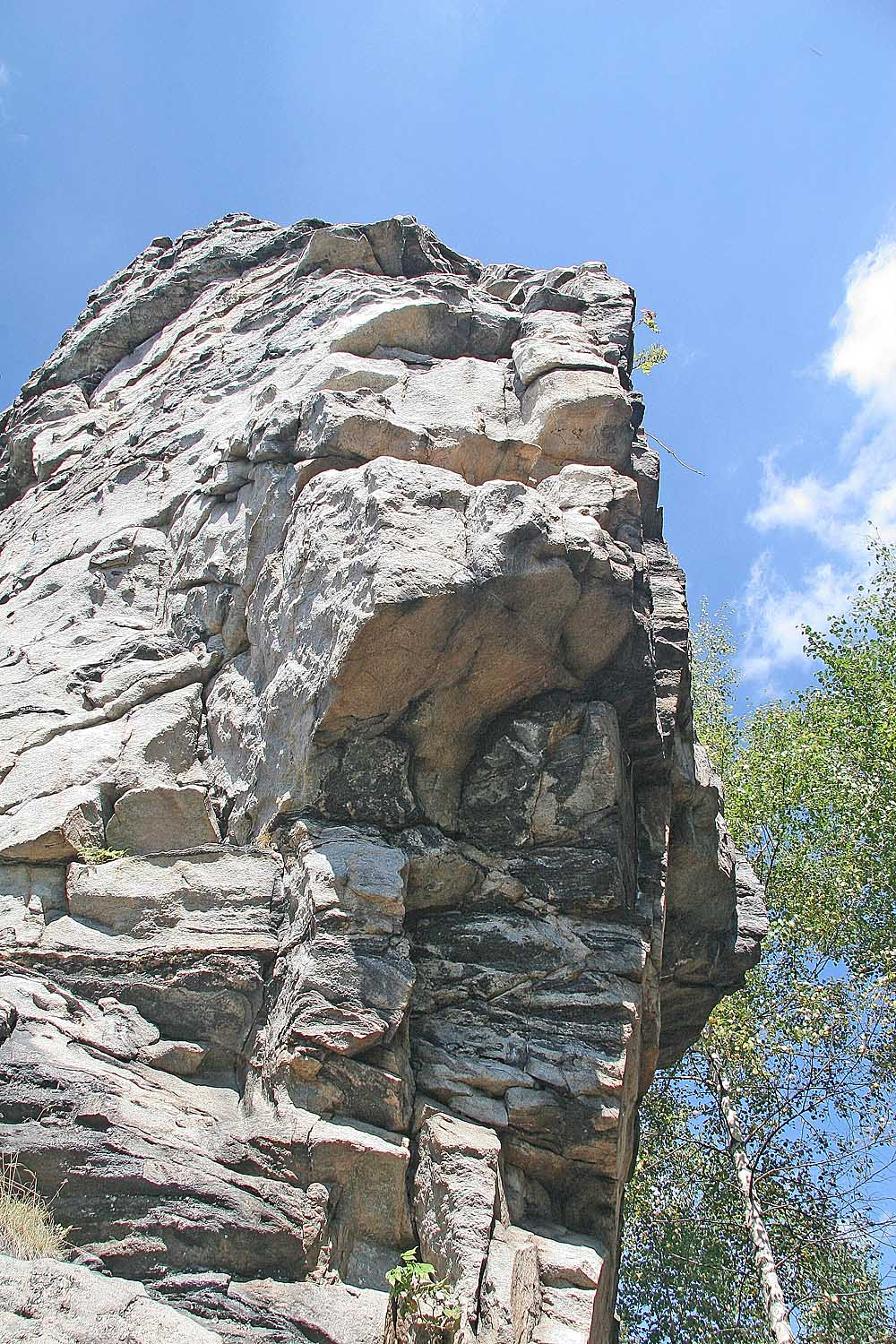
Malinská skála
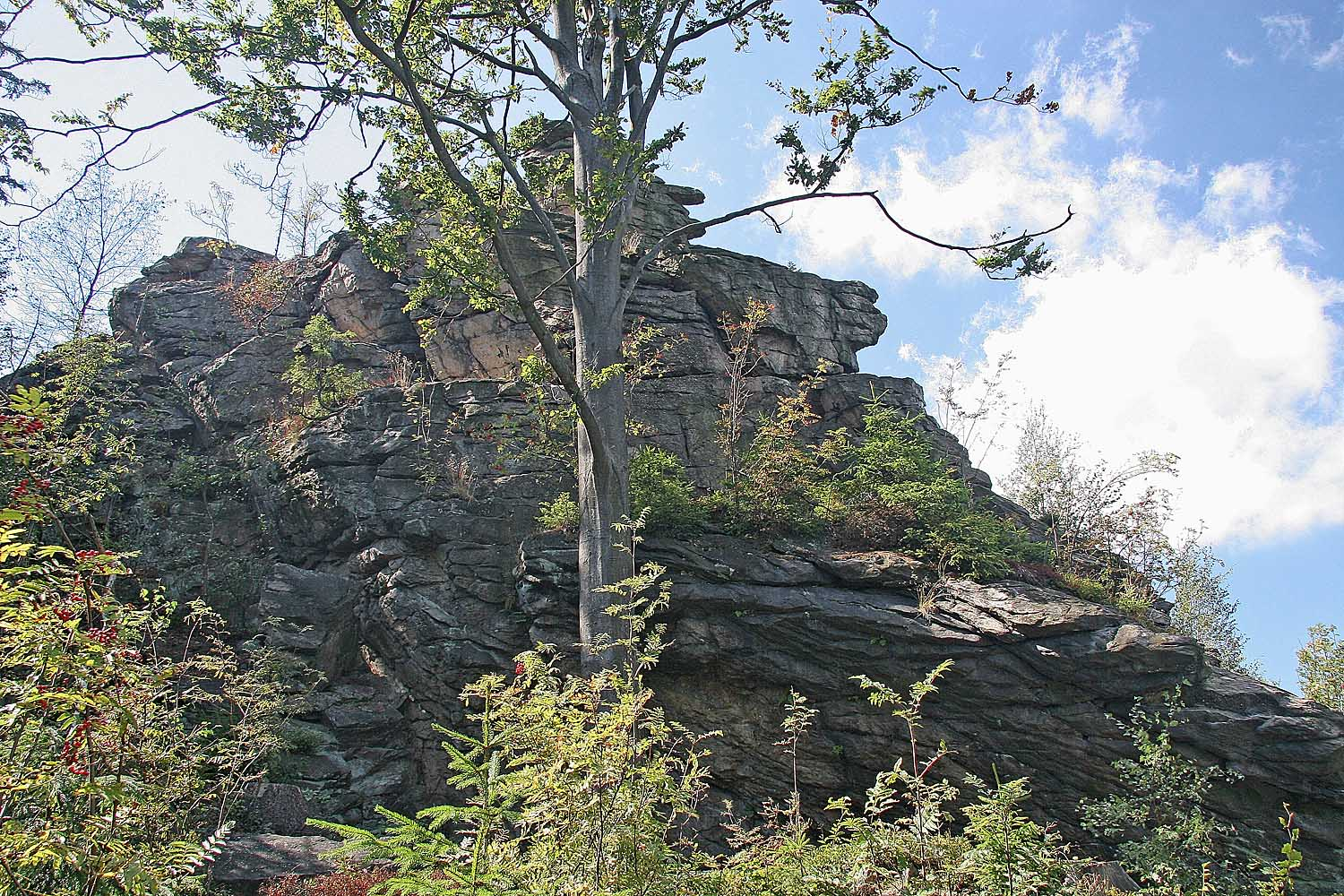
Vrcholové partie skály
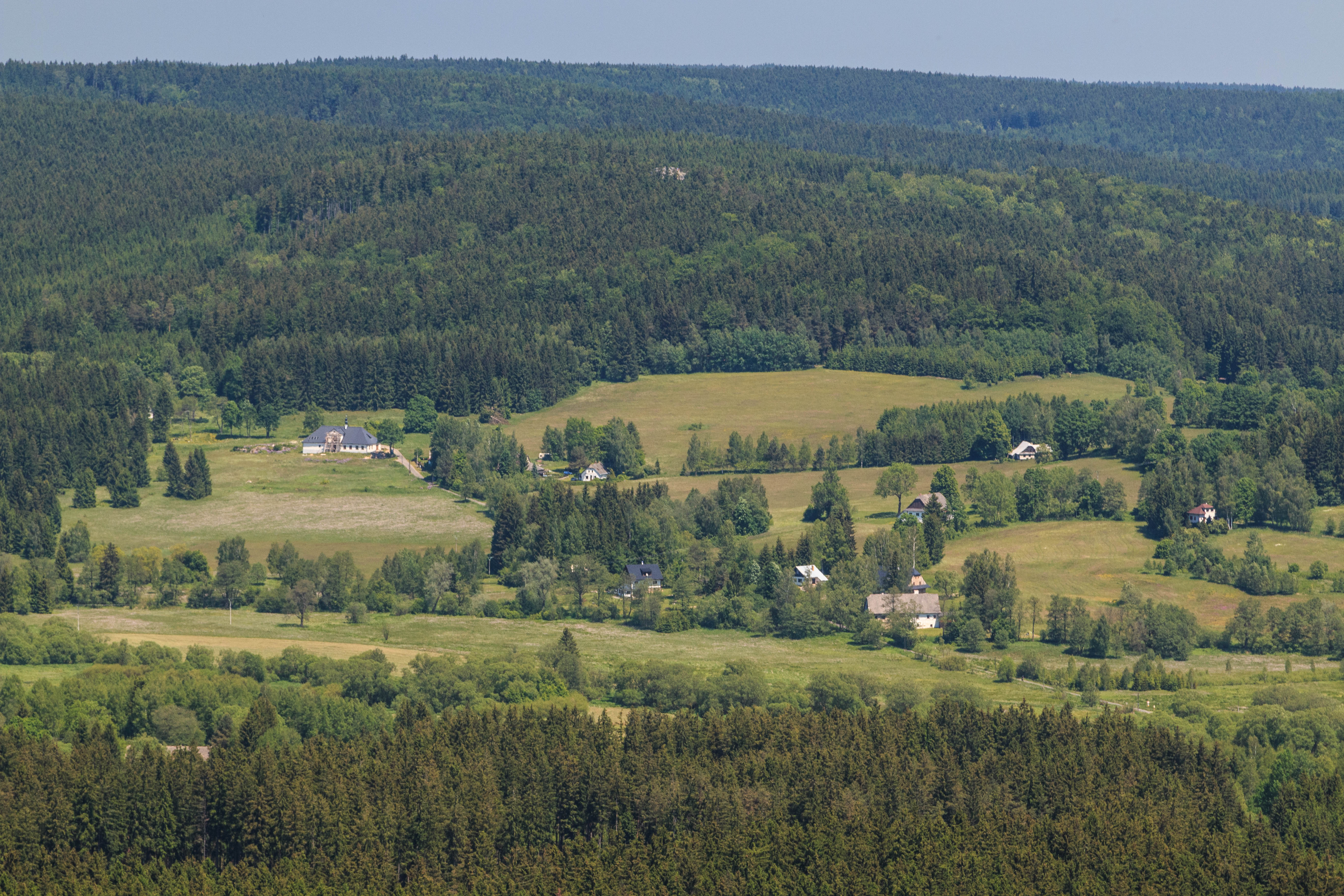
Krajina Žďárských vrchů
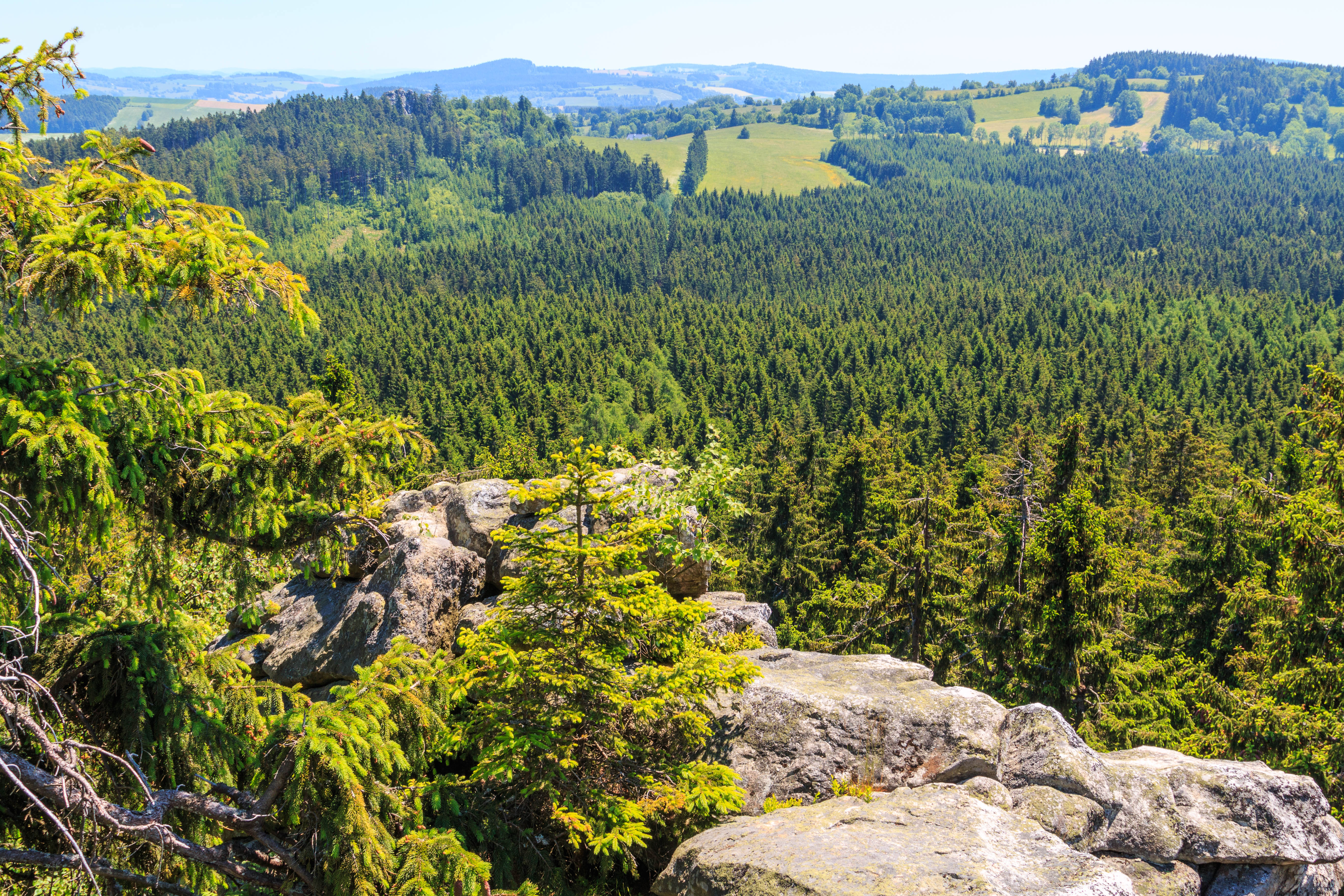
Pohled do krajiny z vrcholu
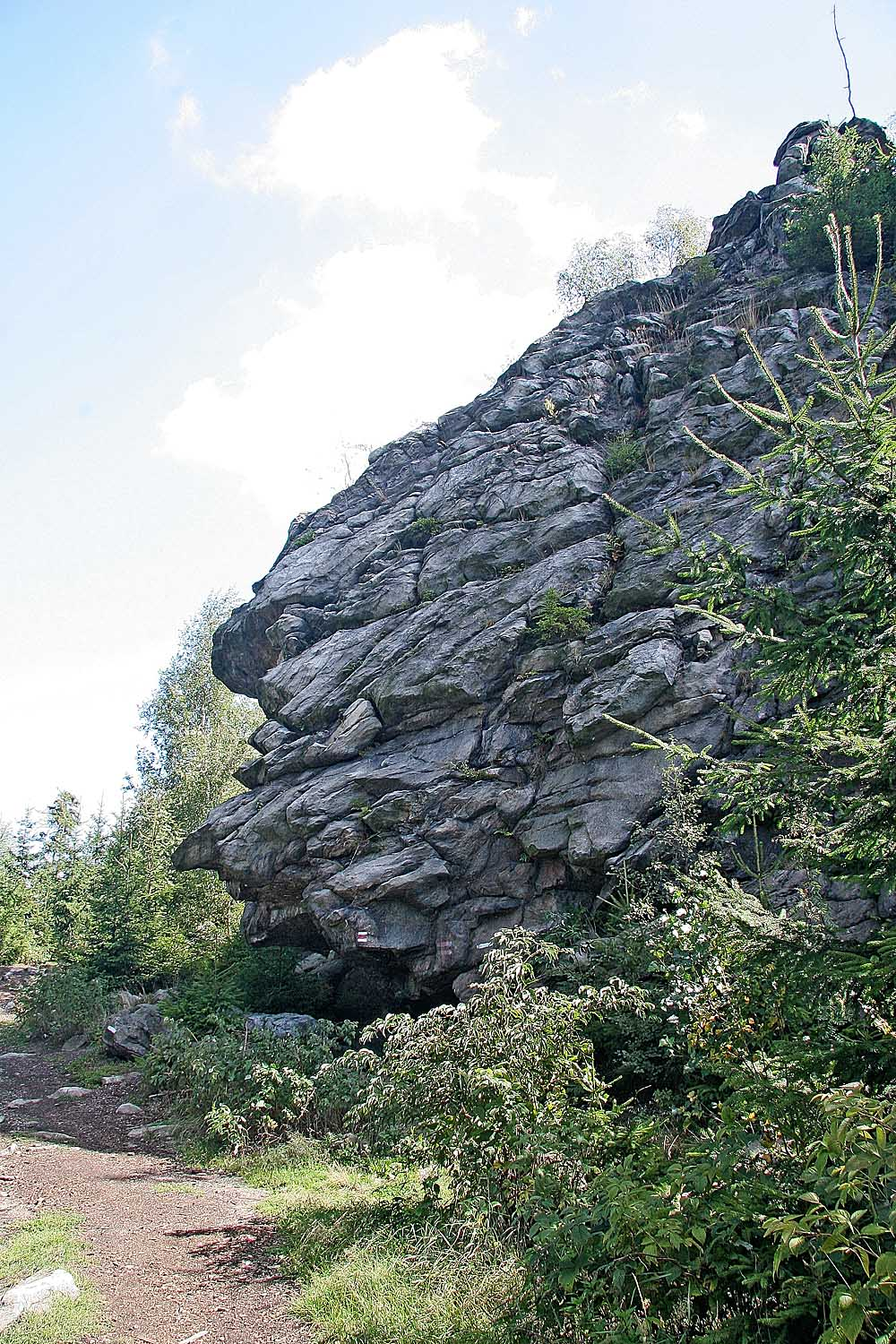
Ukázka mrazového zvětrávání